# Teatro Carlos Gomes (Rio de Janeiro)
O Teatro Carlos Gomes é um teatro localizado na Praça Tiradentes, nº 19 (ou rua Pedro I, nº 4), no Centro da cidade do Rio de Janeiro, no estado do Rio de Janeiro, no Brasil. É um dos teatros mais tradicionais do país.

## História
As suas primitivas instalações foram inauguradas em 1872, quando se denominava Casino Franco-Brésilien (ou Teatro Cassino Franco Brasileiro). Em 1880, foi reformado e passou a ser denominado Teatro Santana, em homenagem ao nome da mulher do novo proprietário. Em 1905, após trocar novamente de dono, foi reinaugurado com o nome de Teatro Carlos Gomes, em homenagem ao compositor Carlos Gomes. Em 1929, o teatro sofreu o primeiro de seus incêndios. O prédio foi, então, reconstruído em estilo art déco. O teatro sofreu novos incêndios em 1950 e 1960. Em 1988, foi comprado pela prefeitura do Rio de Janeiro.

## Descrição
Atualmente, tem capacidade para um público de 760 pessoas, destacando-se os três foyers em estilo art déco - um abaixo da entrada, outro acima e o terceiro nas galerias -, com piso em pastilhas e escadarias em mármore. O teatro dispõe de dez camarins (cinco individuais), distribuídos em quatro pavimentos.